# Cyphon ruficeps
Cyphon ruficeps är en skalbaggsart som beskrevs av Tournier 1868. Cyphon ruficeps ingår i släktet Cyphon, och familjen mjukbaggar. Arten har ej påträffats i Sverige.